# Ctenomys pilarensis
Ctenomys pilarensis is een zoogdier uit de familie van de kamratten (Ctenomyidae). De wetenschappelijke naam van de soort werd voor het eerst geldig gepubliceerd door Contreras in 1993.